# Alexis Chalbos
Alexis François Chalbos, né le 6 mars 1736 à Cubières (Gévaudan) et mort le 17 mars 1803 à Mayence, est un général de division de la Révolution française.

## Biographie
Il est le fils de Joseph Chalbos (1695-1739), avocat en parlement, notaire et juge de Cubières, et de Magdeleine de Mazel de Fayet (†1739). Il entre en service le 1er avril 1751, comme simple soldat au régiment de Normandie, puis il est congédié par grâce le 6 juillet 1755.
Volontaire au régiment du Roi cavalerie le 22 septembre 1756, il fait les campagnes d'Allemagne de 1757 à 1762. Fourrier en 1762, maréchal des logis le 15 mars 1763, porte-étendard le 31 juillet 1767, avec rang de lieutenant le 7 juin 1770, il passe lieutenant d'une compagnie le 23 août 1772, puis lieutenant en second à la formation le 16 juin 1776. Il est nommé premier lieutenant le 9 septembre 1778, et le 29 mai 1779, il passe dans le régiment de cavalerie des Trois-Evêchés. Il est fait chevalier de Saint-Louis le 13 janvier 1788, et le 15 mai il passe dans le régiment des chasseurs de Guyenne. Il reçoit son brevet de capitaine le 7 juin 1789, et il est affecté au 8e régiment de cavalerie en juillet 1790.
Le 9 septembre 1792, il est nommé adjudant-général lieutenant-colonel du camp sous Paris, et le 8 mars 1793, il passe chef de brigade à l'armée de Vendée. Le 30 avril, il est employé à l'armée des côtes de La Rochelle, et il est promu général de brigade le 6 mai 1793. Vainqueur de d'Elbée à Fontenay-le-Comte le 16 mai, il en est chassé par ce même Elbée le 25 mai suivant. Le 22 mai 1793, il est élevé au grade de général de division et commandant de l'armée de Fontenay. Commandant la division de gauche à l'armée des côtes de La Rochelle, après le départ de Biron du 16 au 30 juillet, il rejoint l'armée de l'Ouest le 6 octobre, où il est vainqueur de Lescure à Châtillon le 9 octobre 1793. Il commande par intérim sous le général Léchelle la division des côtes de La Rochelle, du 9 au 17 octobre, et le 17 il sert à Cholet, commande une division sous Léchelle du 17 au 27 octobre, puis commande en chef l'armée de l'Ouest à la place de Léchelle le 28 octobre 1793. 
Le 14 novembre 1793, il prend un congé et le 5 avril 1794, il est employé à l'armée du Rhin, en qualité de commandant de la division du Haut-Rhin. Non compris dans la réorganisation des états-majors du 13 juin 1795, il est employé à l'armée des côtes de Brest le 29 juillet 1795. Commandant de la division des Sables-d'Olonne (6e division militaire) en août 1795, il prend le commandement de la 4e division de l'armée de l'Ouest le 5 octobre 1795. Il est admis à la retraite le 1er janvier 1796. 
Il est remis en activité le 10 avril 1796, et le 15 septembre 1799, il est nommé commandant temporaire de la place de Metz. Commandant la 25e division militaire le 1er juillet 1800, il est remis à la retraite le 8 février 1801. Le 6 juin 1801, il reprend du service comme commandant d'armes de la place de Mayence, et il meurt en activité le 17 mars 1803.

## Sources
- Histoire de la Révolution française, tome 1 de Jules Michelet  (ISBN 2-221-08884-0)
- Georges Six, Dictionnaire biographique des généraux & amiraux français de la Révolution et de l'Empire (1792-1814), Paris : Librairie G. Saffroy, 1934, 2 vol. (lire en ligne), p. 213-214
- Thierry Pouliquen, « Les généraux français et étrangers ayant servis [sic] dans la Grande Armée » (consulté le 7 mai 2017)
- (pl) « Napoléon.org.pl »
- Étienne Charavay, Correspondance générale de Carnot, tome 3, imprimerie Nationale, 1897, p. 148.
- Charles-Louis Chassin, La Vendée patriote, 1793-1800, volume 1, J. Floch, 1973, p. 36.